# Juan Silveira dos Santos
Juan Silveira dos Santos (* 1. února 1979, Rio de Janeiro, Brazílie), známý rovněž jen jako Juan, je brazilský fotbalista působící v italském klubu AS Řím. Hraje na postu středního (centrálního) obránce a nastupuje též za brazilskou reprezentaci. Jeho tržní cena dosahuje 16 milionů eur.

## Klubová kariéra
S profesionálním fotbalem začal v brazilském Flamengu, odkud přestoupil za 3,5 milionu eur do německého týmu Bayer Leverkusen. Zde strávil pět sezón než byl za 6,4 milionu eur odkoupen italským klubem AS Řím. S tím má podepsaný kontrakt do roku 2013.

## Reprezentační kariéra
První zápas za seniorskou reprezentaci Brazílie odehrál v červenci 2001 proti reprezentaci Peru. Objevil se na mistrovstvích světa v letech 2006 a 2010.

## Úspěchy
Flamengo
- Coppa Mercosur
  - 1. místo (1999)
- Campionato Carioca
  - 1. místo (1999, 2000, 2001)
- Copa dos Campeões (2001)

AS Řím
- Coppa Italia
  - 1. místo (2008)

Brazílie
- Konfederační pohár FIFA
  - 1. místo (2005, 2009)
- Copa América
  - 1. místo (2004, 2007)

## Osobní život
Juan je ženatý.